# Same old scene
「Seme old scene」（セーム・オールド・シーン）は、成田昭次の4枚目のシングル。

## 概要
3ヶ月ぶりにリリースした本作は3枚目のアルバム「Free Way」先行シングル。

## 収録曲
1. Same old scene
作詞：成田昭次　作曲：Joey Carbone　編曲：Joey Carbone・高橋茂治
2. Song For You
作詞：成田昭次　作曲・編曲：高橋茂治
3. Same old scene (inst.)
4. Song For You (inst.)